# مونيمفاسيا

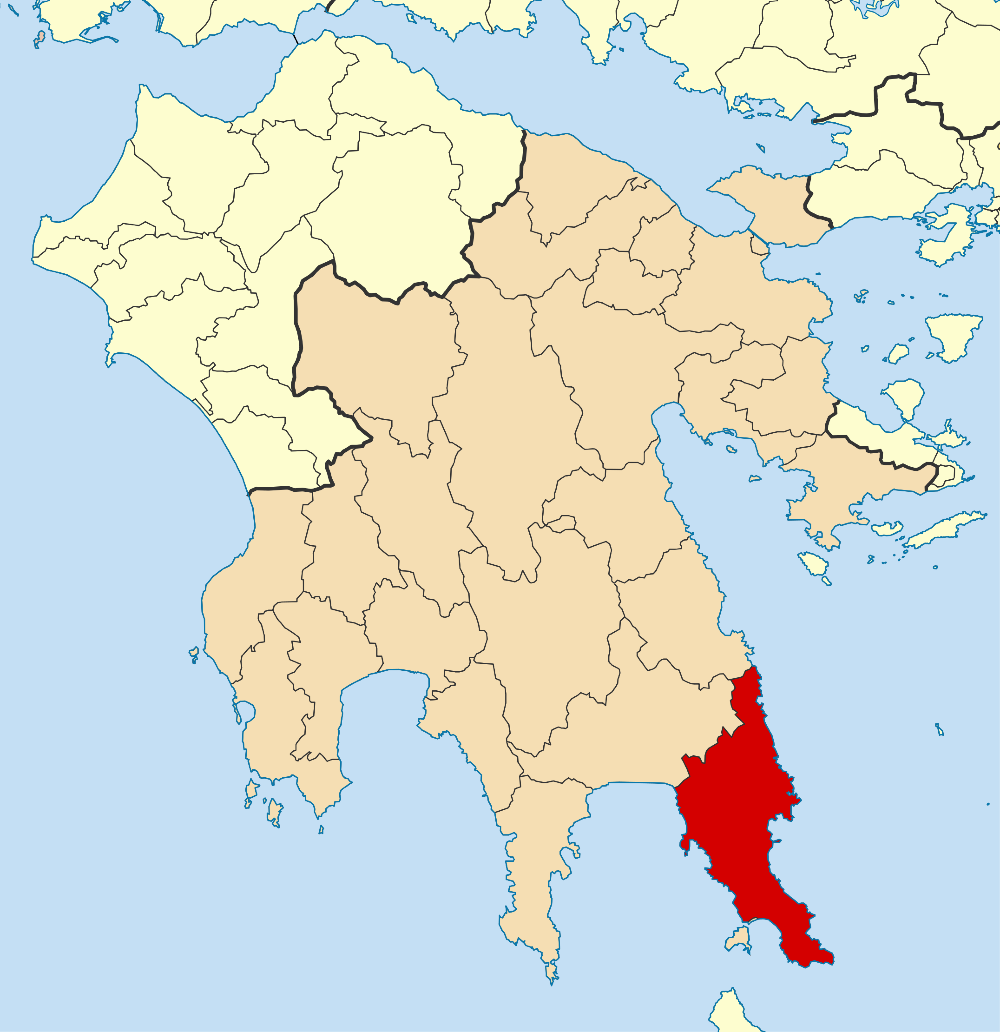
بلدية مونيمفاسيا

مونيمفاسيا ((باليونانية: Μονεμβασία)‏) هي بلدة وبلدية في لاكونيا، اليونان. تقع المدينة على جزيرة صغيرة قبالة الساحل الشرقي من البيلوبونيز. ترتبط الجزيرة بالبر الرئيسى بطريق قصير بطول 200 م. تتكون المنطقة في الغالب من هضبة كبيرة على ارتفاع 100 متر فوق مستوى سطح البحر، وعرض يصل إلى 300 متر وطول 1 كم، وهو موقع قلعة قوية من القرون الوسطى.

## جغرافيا المكان
تم فصل جزيرة مونيمفاسيا عن البر الرئيسي بزلزال في عام 375 م. تقع غالبية مساحة الجزيرة على ارتفاع 100 متر فوق مستوى سطح البحر، وتم بناء المدينة التي تحمل الاسم نفسه على المنحدر إلى الجنوب الشرقي من الصخر، تطل المدينة على خليج بالايا مونيمفاسيا. العديد من الشوارع ضيقة ومناسبة فقط لحركة مرور المشاة والحمير. تقع قرية صغيرة مع حوالي 10 منازل في الشمال الغربي.

### المُناخ
| البيانات المناخية لـMonemvasia, Greece | البيانات المناخية لـMonemvasia, Greece | البيانات المناخية لـMonemvasia, Greece | البيانات المناخية لـMonemvasia, Greece | البيانات المناخية لـMonemvasia, Greece | البيانات المناخية لـMonemvasia, Greece | البيانات المناخية لـMonemvasia, Greece | البيانات المناخية لـMonemvasia, Greece | البيانات المناخية لـMonemvasia, Greece | البيانات المناخية لـMonemvasia, Greece | البيانات المناخية لـMonemvasia, Greece | البيانات المناخية لـMonemvasia, Greece | البيانات المناخية لـMonemvasia, Greece | البيانات المناخية لـMonemvasia, Greece |
| الشهر | يناير                                  | فبراير                                 | مارس                                   | أبريل                                  | مايو                                   | يونيو                                  | يوليو                                  | أغسطس                                  | سبتمبر                                 | أكتوبر                                 | نوفمبر                                 | ديسمبر                                 | المعدل السنوي                          |
| --- | -------------------------------------- | -------------------------------------- | -------------------------------------- | -------------------------------------- | -------------------------------------- | -------------------------------------- | -------------------------------------- | -------------------------------------- | -------------------------------------- | -------------------------------------- | -------------------------------------- | -------------------------------------- | -------------------------------------- |
| متوسط درجة الحرارة الكبرى °ف (°م) | 58 (14)                                | 58 (14)                                | 61 (16)                                | 66 (19)                                | 72 (22)                                | 79 (26)                                | 83 (28)                                | 85 (29)                                | 81 (27)                                | 75 (24)                                | 67 (19)                                | 61 (16)                                | 71 (21)                                |
| متوسط درجة الحرارة الصغرى °ف (°م) | 45 (7)                                 | 45 (7)                                 | 47 (8)                                 | 52 (11)                                | 58 (14)                                | 65 (18)                                | 70 (21)                                | 71 (22)                                | 66 (19)                                | 60 (16)                                | 54 (12)                                | 48 (9)                                 | 57 (14)                                |
| المصدر: <World Weather Online >"Monemvasia Climate Weather Averages". Monemvasia Monthly Climate Average, Greece (بالإنجليزية). World Weather Online. 2016. Archived from the original on 2023-03-19. Retrieved 2016-09-13. |                                        |                                        |                                        |                                        |                                        |                                        |                                        |                                        |                                        |                                        |                                        |                                        |                                        |

## مناطق الإهتمام
- ساحة كريستوس إلكومينوس
- كنيسة آيا صوفيا
- القلعة

## الأشخاص المميزون
- Yiannis Ritsos (1909–1990), poet

## معرض الصور

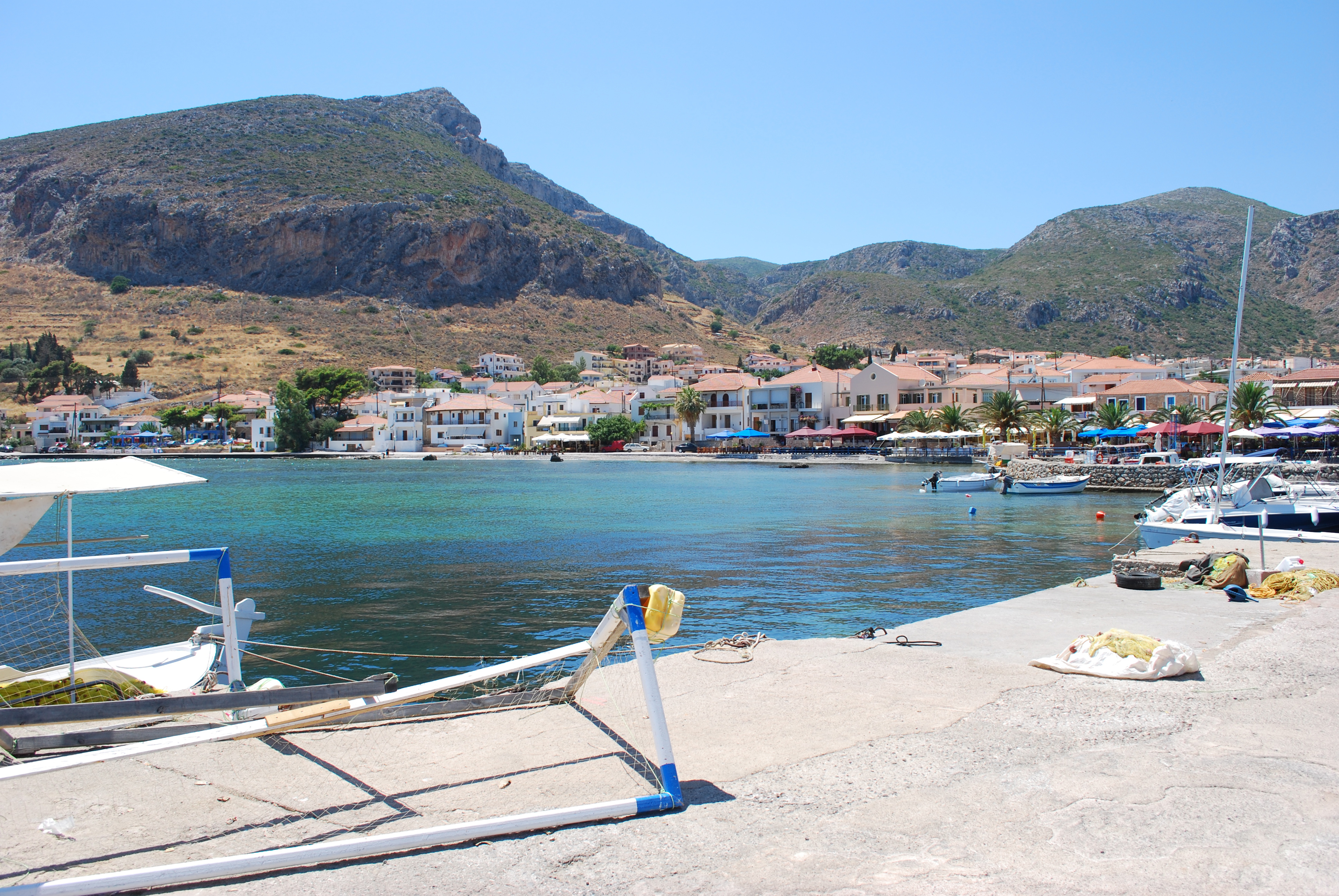
View of the port
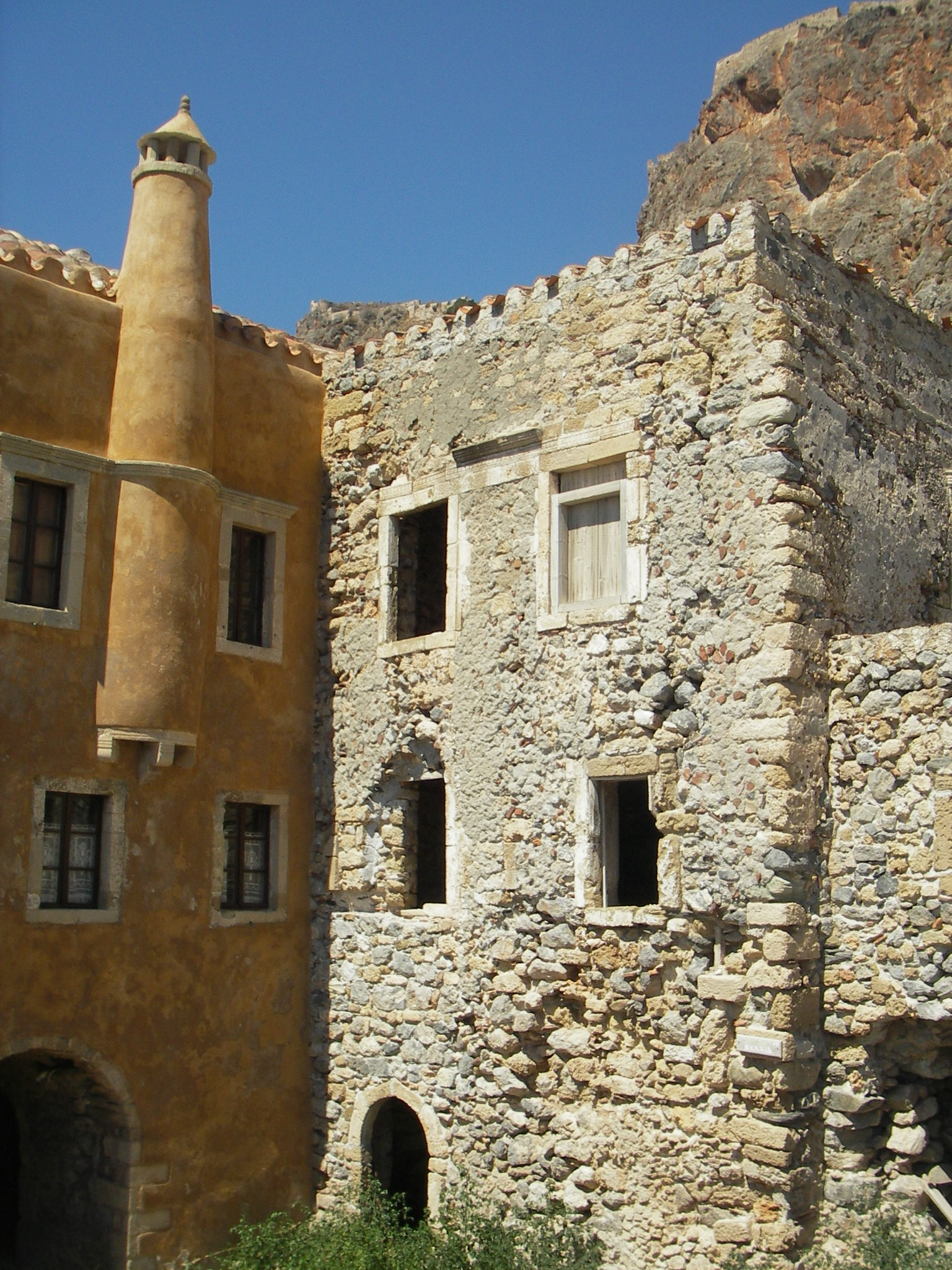
Venetian style house
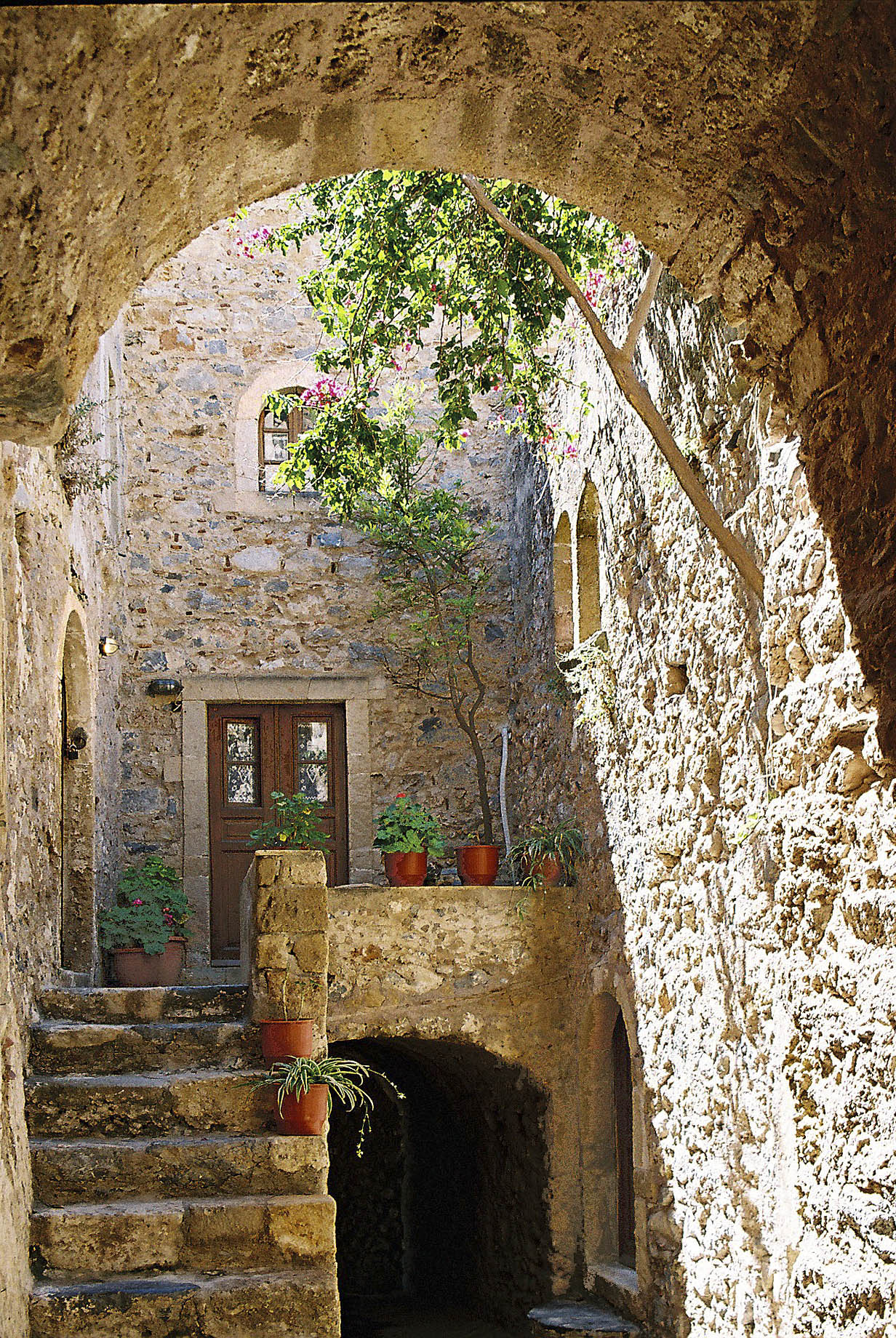
Old house
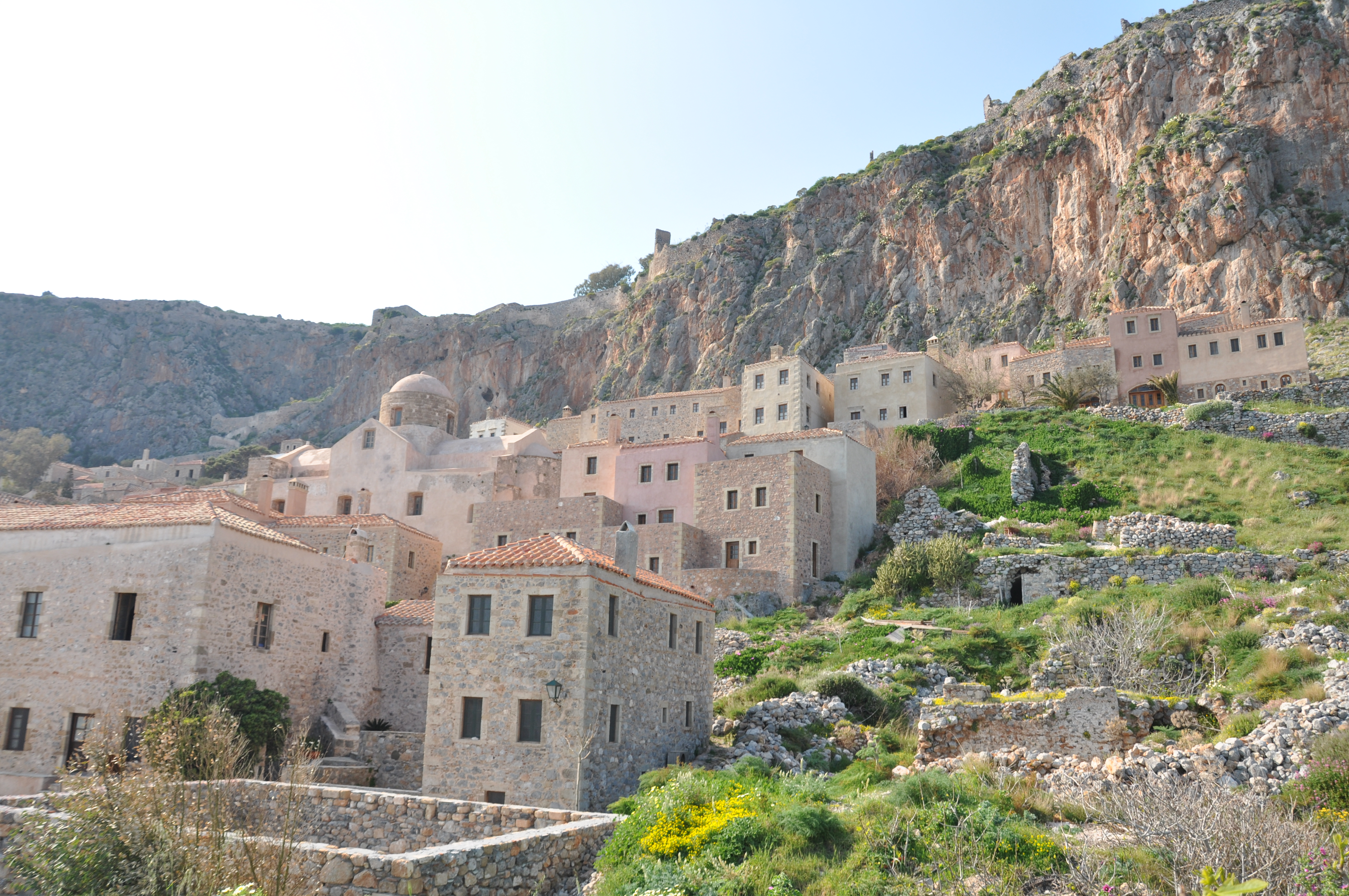
View to the fortress
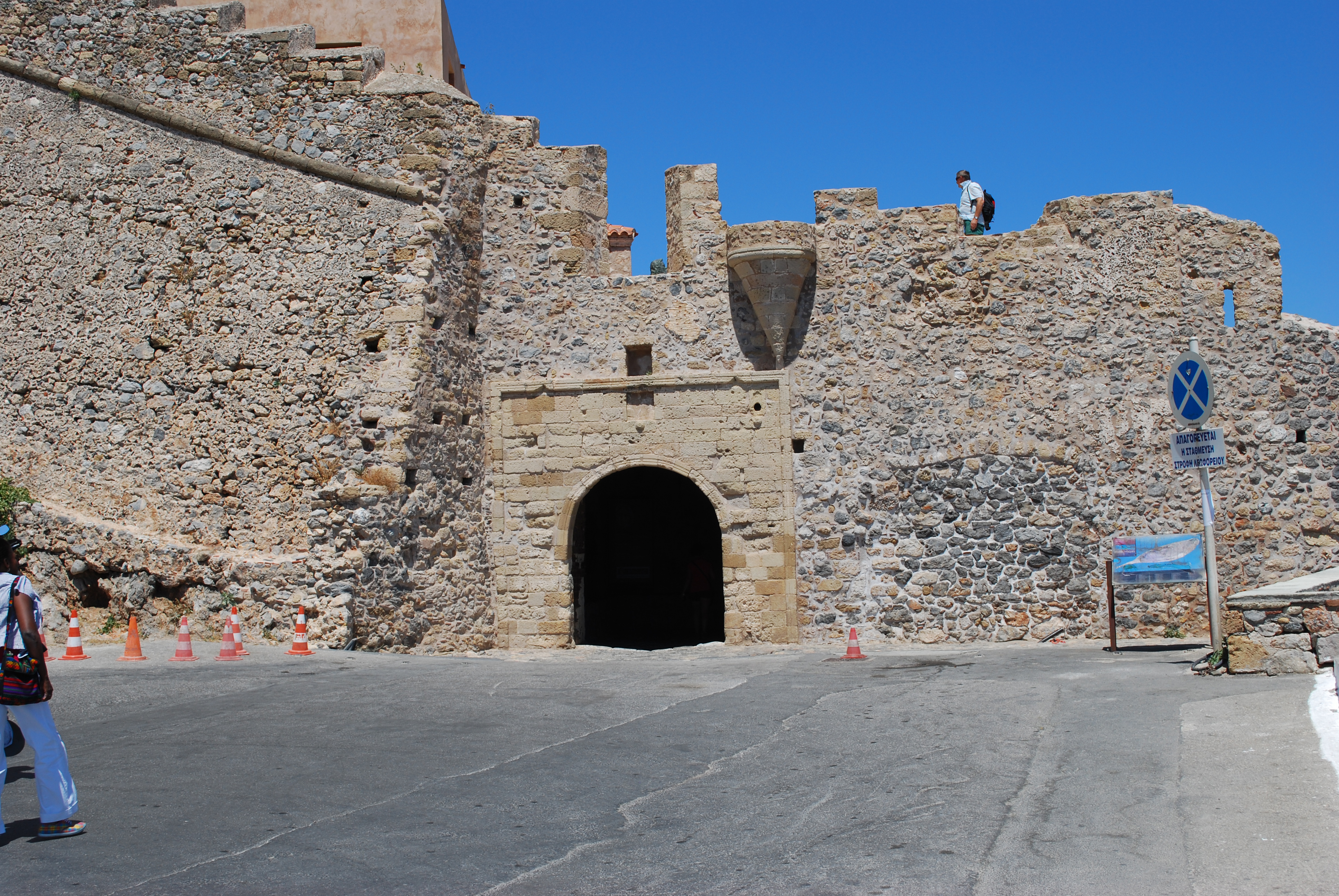
Entrance to the fortress
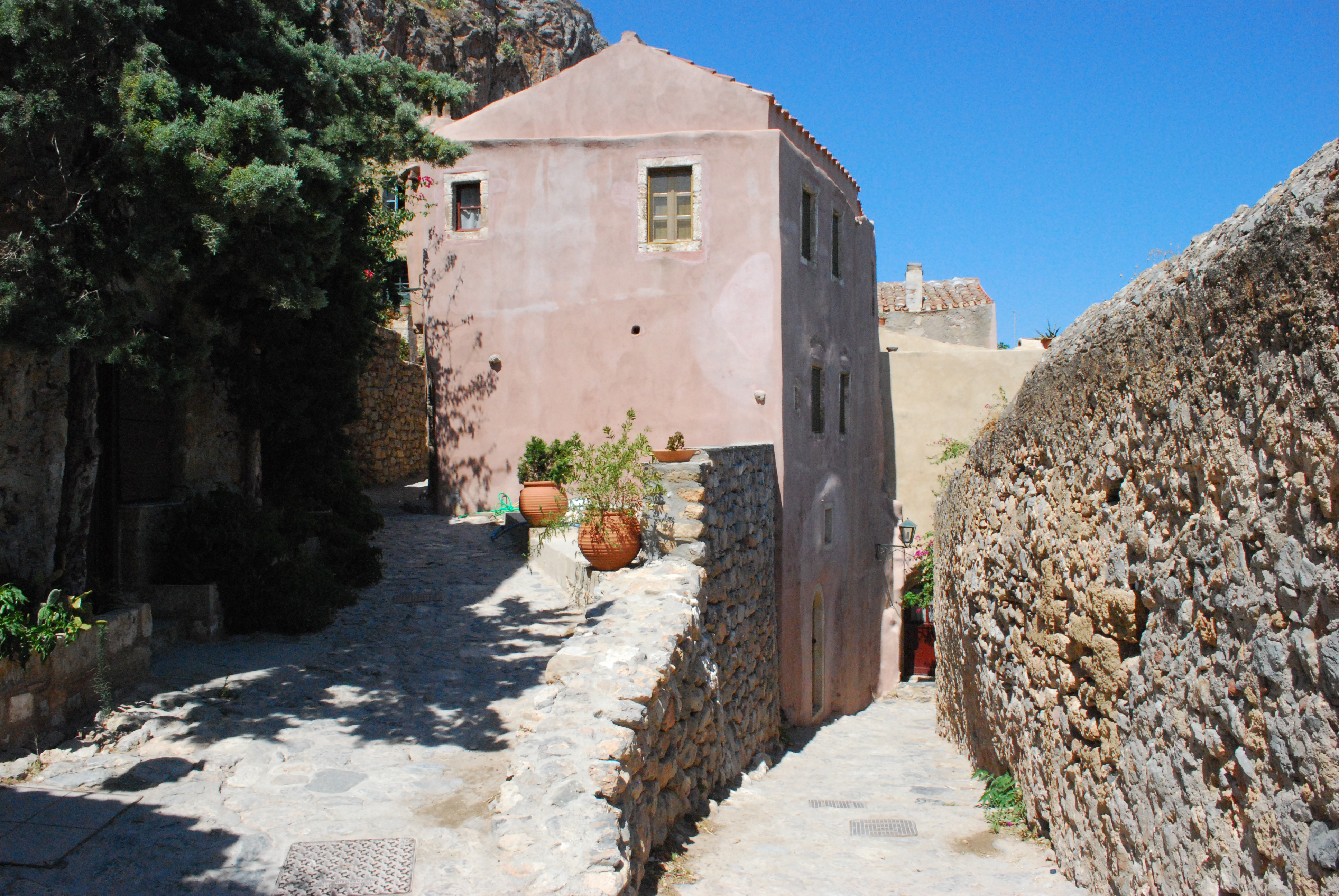
Street inside the fortress
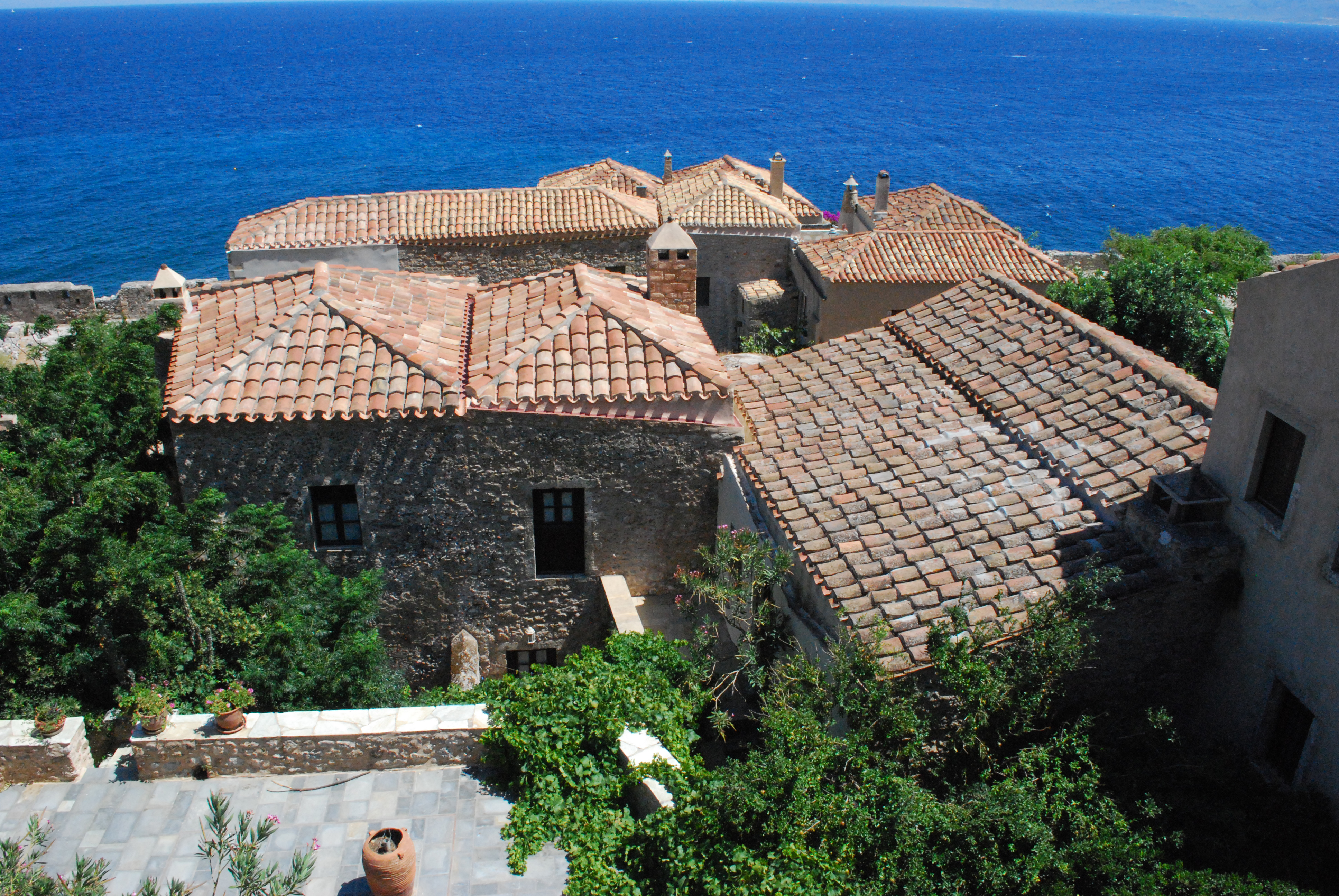
Rooftops
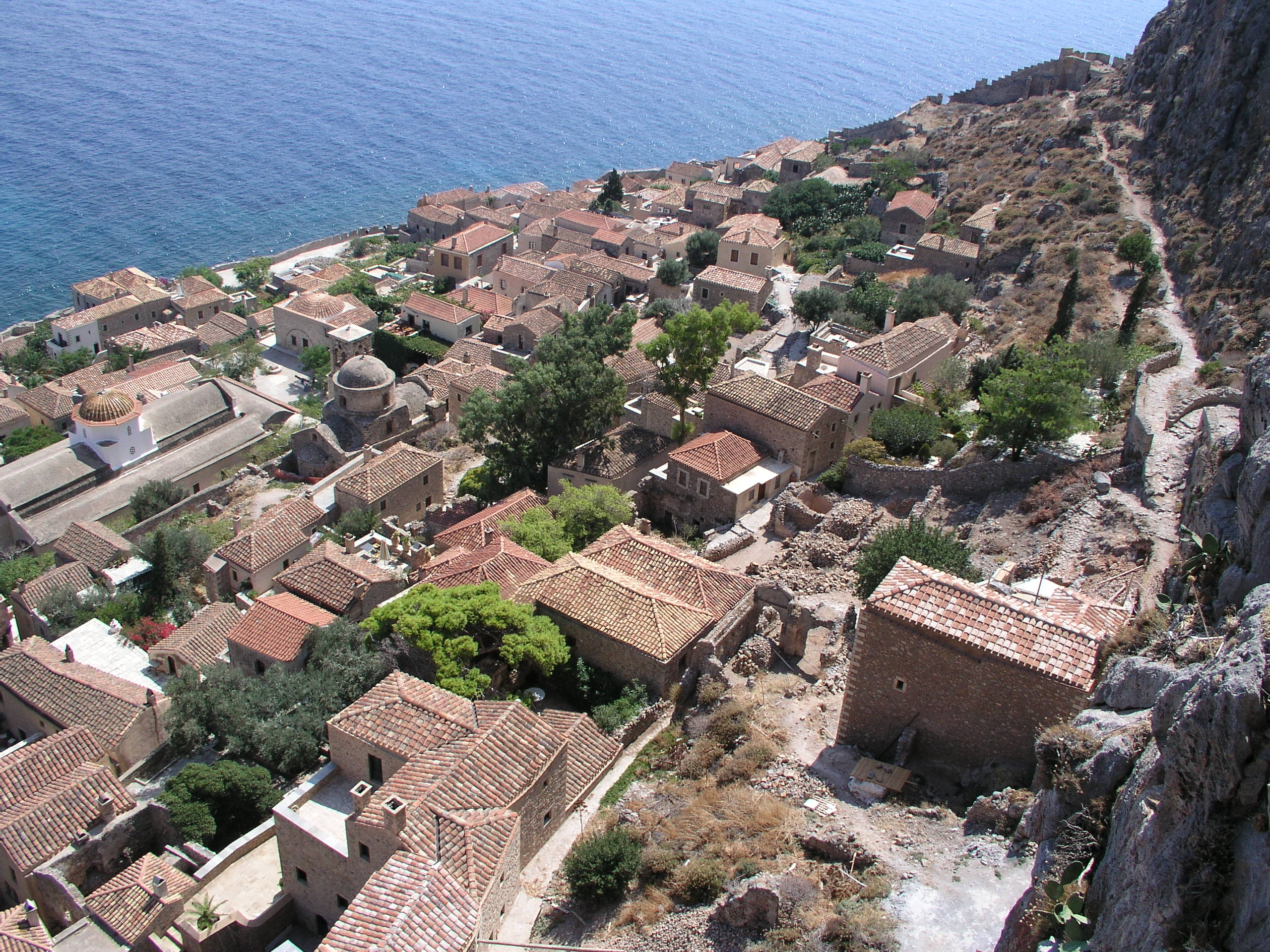
View of downtown
House and bust of يانيس ريتسوس
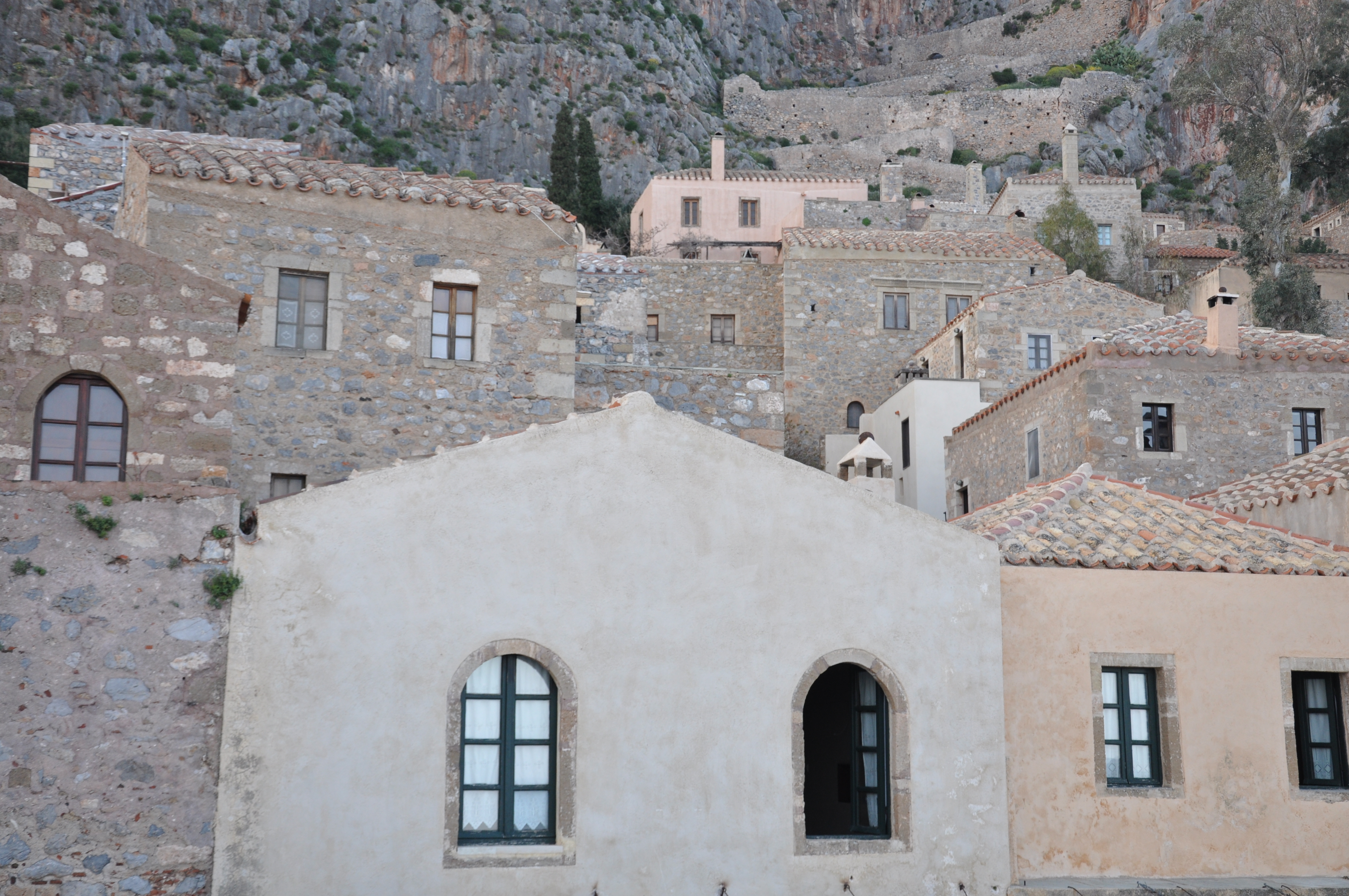
Traditional houses
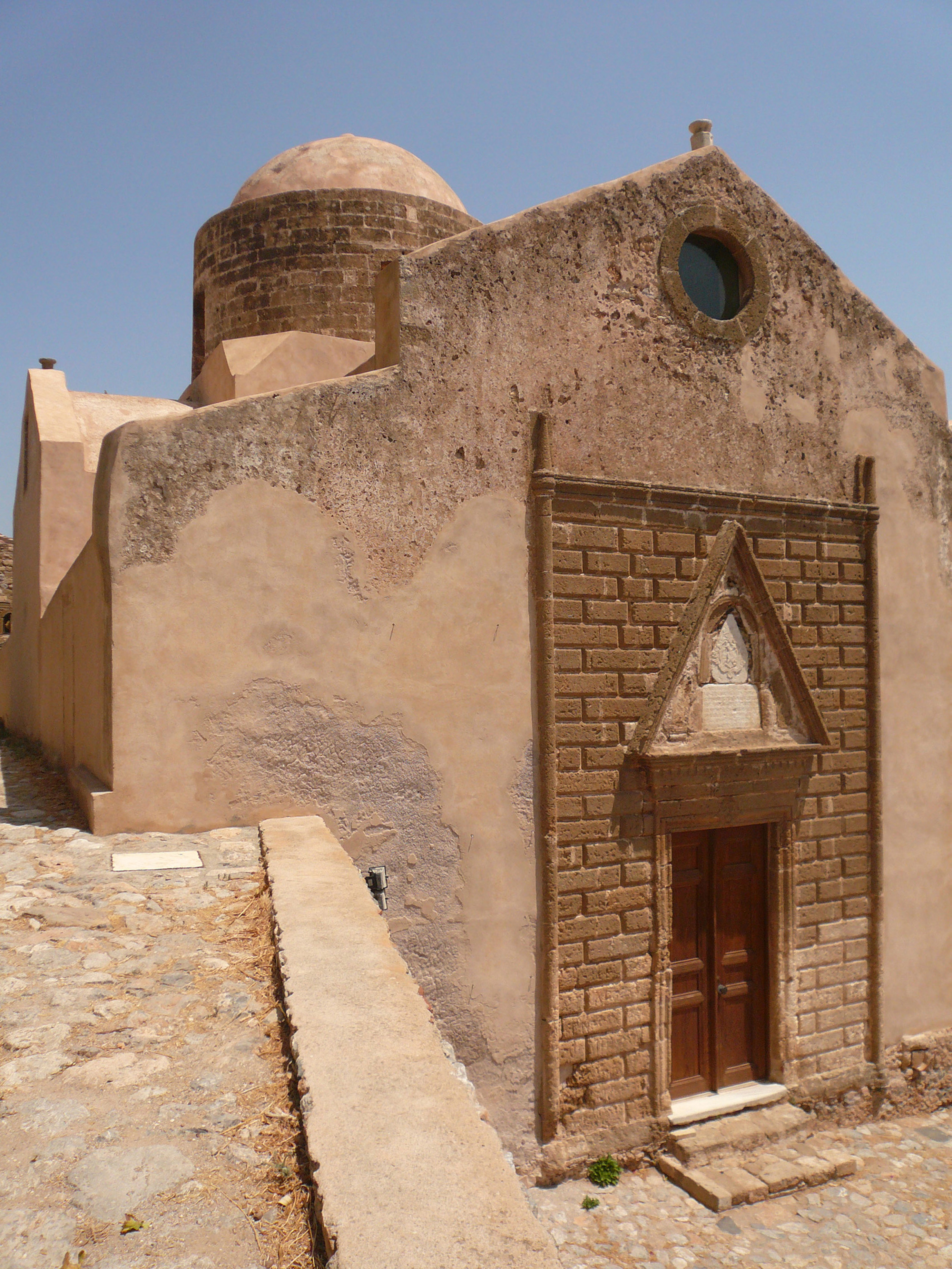
St Nicholas
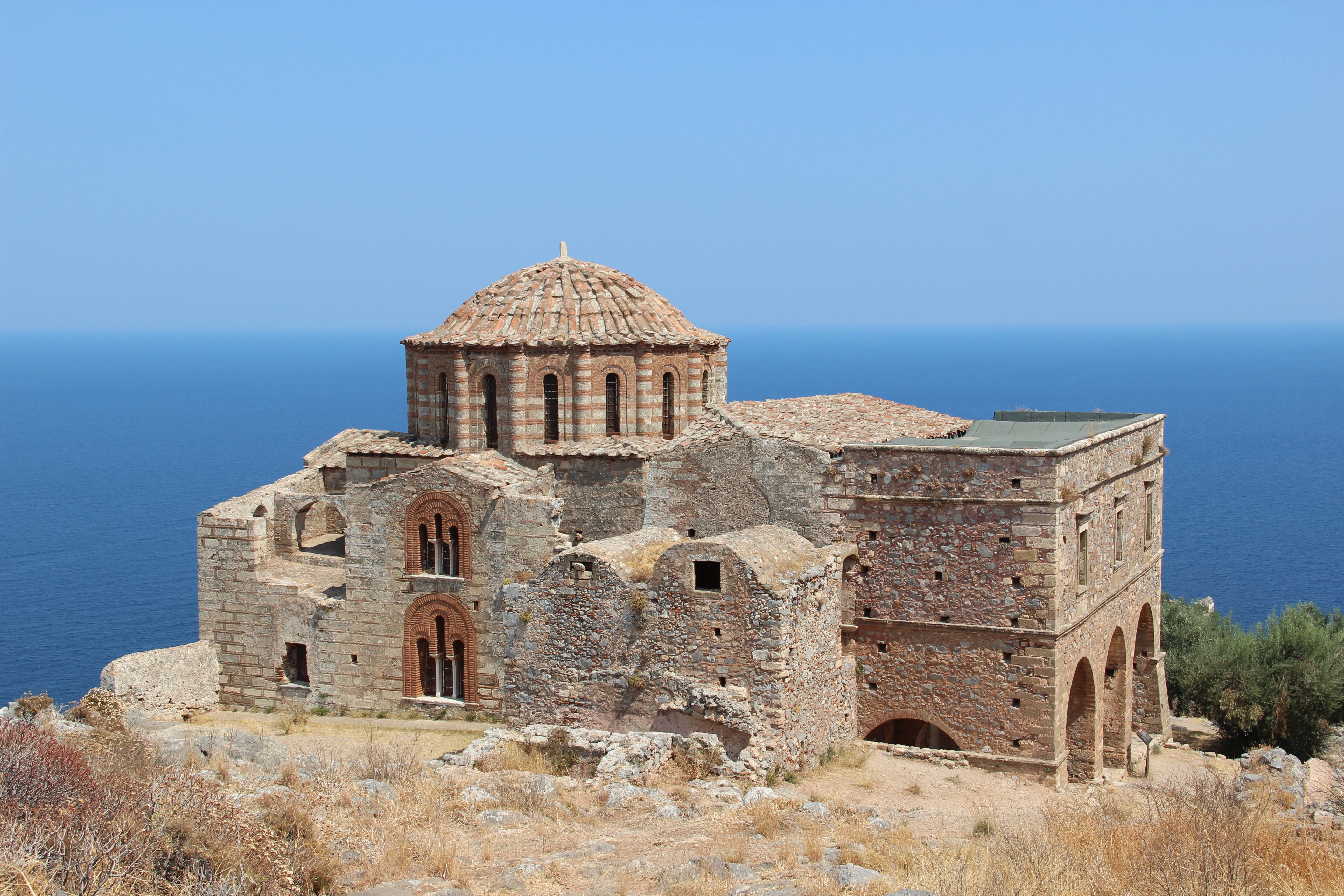
Church of Agia Sophia on top of the plateau

## روابط خارجية
- Monemvasia | The official Tourism Website
- Monemvassia
- GTP - Monemvasia
- 360 Virtual Panoramic Photo Tour - Monemvasia Castle Walkthrough